# NIMBY
NIMBY er et akronym for "Not In My Back Yard", ikke i min baghave.
NIMBY beskriver modstand mod ændringer af ens nærområde, men ikke mod ændringer i andres nærområde. 

## NIMBY-effekten
Effekten opstår bl.a. i forbindelse med:
- anlæggelse af vejanlæg, især nye motorveje eller jernbaner.
- etablering af vindmølle-anlæg.
- etablering af kraftværker.
- oprettelse af institutioner for skoler, psykisk syge, flygtninge, narkomaner og hjemløse.

## Trivia
Fænomenet illustreres på ironisk vis af sangeren Niels Hausgaard. I sangen "Hilsen fra os" synger han om en gruppe nordjyder, der over en øl kommer til at diskutere atomkraft:
| Citat                                                                        | Snakken var, om vi skulle have atomkraft eller hvad, og det mente vi ikke, der kunne være tvivl om, at vi skal. Men værket skal ligge på Sjælland har vi tænkt, eller Fyn, henne i den østre ende. For have det her hos os, nej, det vil vi godt nok ikke, og det ville også bare komme til at ligge i vejen. | Citat |
| Fra sangen "Hilsen fra os", fra LP'en Kunst af Niels Hausgaard (Medley 1979) | |       |

## Ekstern henvisning
- Network of NIMBY-EXPERTS (engelsk) Arkiveret 4. maj 2012 hos  Wayback Machine